# Théâtre total
Le théâtre total est un théâtre autant visuel qu'auditif. Chaque détail du décor, par exemple, est très important, tout comme les didascalies et tous les éléments extra-verbaux qui constituent « une part de langage théâtral » (selon Ionesco).